# Скейтборд
Скейтборд (англ: skateboard), наричан и само скейт, в класическия си вид представлява платформа от слепени пластове тънко дърво във вид на гъвкава дъска, поставена върху четири колела. Използва се за спортна и развлекателна дейност. Задвижва се с единия крак чрез бутане от земята, докато другият остава върху платформата или се използва наклонът на рампите или естествените склонове. Важно е да не се бърка с лонгборда, който е с по-различни възможности и стил на каране.

## Кратка история
Първият скейтборд е направен 1930-те години в Америка и е представлявал сърф, прикачен към 4 колелца. Тогава не е бил измислен полиуретанът (от който се правят колелцата в наши дни) и за това е бил много опасен поради лошо сцепление и е вдигал много шум. Когато е минавал по улиците, всички са се сърдели и полицията е имала проблеми. От 1930-те до 1960-те години е било забранено да се кара скейтборд. През
1960-те години отново е нашумял сред младите и е започнало масовото му производство.

## Части
Скейтът се състои от три основни части, като всяка от тях има по няколко подосновни части.
1. Основни части:
- дъска – която най-често се прави от канадско кленово дърво;
- колесници(trucks) – 2 броя;
- колелца – 4 броя.

2. Подосновни части:
- на дъската: дървена плоскост и шкурка;
- на колесниците: главна ос, болт (наречен „кингпин“), гумички тампони(bushings) и основа;
- на колелцата: полиуретанова част и лагери по 2 бр.

- Класически скейтборд
- Скейтборд от '70-те години
- Колесник на скейтборд.